# کاترینل منگیا
کاترینل منگیا (رومانیایی: Catrinel Menghia؛ زاده ۱ اکتبر ۱۹۸۵) که با نام کاترینل مارلون هم شناخته می‌شود، بازیگر و مدل رومانیایی است که در کشور ایتالیا زندگی و فعالیت می‌کند.
از فیلم‌ها یا مجموعه‌های تلویزیونی که وی در آن‌ها نقش داشته‌است، می‌توان به سی‌اس‌آی، قصه قصه‌ها، دروازه سرخ، سوت‌زن‌ها اشاره نمود.